# Sodražica
Sodražica (pronunciación eslovena: [ˈsoːdɾaʒitsa]; alemán: Soderschitz) es una localidad eslovena, capital del municipio homónimo en el sur del país.
En 2020, la localidad tenía una población de 803 habitantes.
Se conoce la existencia de la localidad desde 1220, cuando se menciona como Stoidrasicz. Su principal monumento es la iglesia de Santa María Magdalena, de mediados del siglo XVIII.
La localidad se ubica unos 25 km al sur de la capital nacional Liubliana, sobre la carretera 212 que une Cerknica con Ribnica.